# Sabaka
Sabaka, uralkodói nevén Noferkaré (? – i. e. 702) egyiptomi fáraó i. e. 716-tól haláláig, a XXV. dinasztia tagja.

## Uralkodása
Piye fáraó fivére, előbbit követte a trónon, noha Piyének voltak fia (valószínűleg a núbiai uralkodási rend miatt). Elődéhez hasonlóan az egyiptomi hagyományok felélesztését fontosnak tartotta, tanulmányozta a templomi jegyzékeket. Nevéhez fűződik az úgynevezett Sabaka-kő kialakítása. A később csak malomkőnek használt emlék értéke, hogy állítólag egy Memphiszben talált ősi, rossz állapotú papíruszról vésték át kőbe a tartalmát Sabaka idején. A kövön egyiptomi teológiai szövegek olvashatóak.
Sabaka elődjéhez képest kiterjesztette egész Egyiptomra a hatalmát, csak a Nílus-delta vidékén maradt egy kisebb terület, amelyet a XXIV. dinasztia ellenőrzött. Nagy építkezések indultak, Thébában, a Nílus két partján Ámon tiszteletére, és más vallási központokban, pl. Memphiszben Ptah, Abüdoszban Ozirisz, Denderában Hathor, Esznában Hnum, Edfuban Hórusz tiszteletére.
Sabaka 14 évnyi uralkodás után halt meg. Halála után unokaöccse, Piye fia, Sabataka örökölte Egyiptomot. A fáraót Piyéhez hasonlóan el-Kurruban helyezték örök nyugalomra egy meredek dőlésszögű piramis belsejében.